# Альман (Эна)
Альма́н (фр. Allemant) — коммуна во Франции, находится в регионе Пикардия. Департамент коммуны — Эна. Входит в состав кантона Фер-ан-Тарденуа. Округ коммуны — Суасон.
Код INSEE коммуны — 02010.

## Население
Население коммуны на 2010 год составляло 180 человек.
| 1962 | 1968 | 1975 | 1982 | 1990 | 1999 | 2010 |
| ---- | ---- | ---- | ---- | ---- | ---- | ---- |
| 150  | 137  | 126  | 128  | 136  | 117  | 180  |

## Экономика
В 2010 году среди 118 человек трудоспособного возраста (15—64 лет) 87 были экономически активными, 31 — неактивными (показатель активности — 73,7 %, в 1999 году было 82,1 %). Из 87 активных жителей работали 75 человек (45 мужчин и 30 женщин), безработных было 12 (4 мужчины и 8 женщин). Среди 31 неактивных 9 человек были учениками или студентами, 11 — пенсионерами, 11 были неактивными по другим причинам.